# Алігаторова ящірка
Алігаторова ящірка (Gerrhonotus) — рід ящірок з родини веретільниць (Anguidae). Має 9 видів.

## Опис
Загальний розмір сягає від 30 до 60 см. Колір шкіри коричневий, оливковий, бурий з темними смугами або плямами. Повіки помаранчеві, жовті, червоні. Тулуб витягнутий з розвинутими кінцівками. На спині присутні велика луска на кшталт реберець, яка розташована поперечними рядками. Черевна луска відрізняється за розміром від спинної. Всім цим нагадує алігатора. Звідси й походить назва цієї ящірки. Хвіст довгий, тонкий та ламкий.

## Спосіб життя
Полюбляє кам'янисту місцевість, трав'янисту та чагарникову рослинність. Добре повзає по деревах, бігає серед рослин. Ховаються під корою, під коріння, у дуплах. Мають здатність відкидати хвоста при небезпеці. Харчуються дрібними ссавцями, комахами, яйцями птахів.
Це яйцекладні та яйцеживородні ящірки. Самиці відкладають до 12 яєць з квітня до липня.

## Розповсюдження
Мешкають у Мексиці та на південному заході США.

## Види
- Gerrhonotus farri Bryson & Graham, 2010[1]
- Gerrhonotus infernalis Baird, 1859
- Gerrhonotus lazcanoi Banda-Leal, Nevárez-de los Reyes & Bryson, 2017
- Gerrhonotus liocephalus Wiegmann, 1828
- Gerrhonotus lugoi C.J. McCoy, 1970[1]
- Gerrhonotus mccoyi García-Vázquez, Contreras-Arquieta, Trujano-Ortega & Nieto-Montes De Oca, 2018
- Gerrhonotus ophiurus Cope, 1867
- Gerrhonotus parvus Knight & Scudday, 1985
- Gerrhonotus rhombifer (W. Peters, 1876)
- † Gerrhonotus mungerorum — 16—10 млн років тому, Канзас (США)